# Koenigsegg
Koenigsegg Automotive AB este un producător suedez de automobile sport de înaltă performanță cu sediul în Ängelholm. Mașinile lor prind viteze incredibile de peste 400 km/h.